# Enrico Letta
Enrico Letta [enríko lètta], italijanski politik, * 20. avgust 1966, Pisa.
Letta je nekdanji evropski poslanec, predsednik vlade Italije in aktualni sekretar Demokratske stranke.